# Loch-Lomond-and-the-Trossachs-Nationalpark
Der Loch-Lomond-and-the-Trossachs-Nationalpark (engl. Loch Lomond and the Trossachs National Park, gälisch Pàirc Nàiseanta Loch Laomainn is nan Tròisichean) ist einer von 15 Nationalparks des Vereinigten Königreichs Großbritannien und Nordirland mit einer Fläche von 1865 km².
Nach Verabschieden eines neuen Gesetzes zum Schutz der Landschaft im schottischen Parlament wurde er – als erster von zwei Nationalparks auf schottischem Gebiet – am 19. Juli 2002 gegründet. Offiziell eröffnet wurde der Park von Prinzessin Anne am 24. Juli 2002. Der zweite Nationalpark in Schottland ist der Cairngorms-Nationalpark.

## Das Gelände
Der Nationalpark unterteilt sich geografisch in vier Regionen, Loch Lomond, die Trossachs, Breadalbane und die Argyll Forest.
Die Grenzen des Parks erstrecken sich im Norden von Tyndrum bis Killin, im Osten vom Loch Earn über Callander und Aberfoyle und von dort weiter nach Balloch im Süden. Im Westen wird der Park durch Argyll Forest begrenzt. Das umschlossene Gebiet zeichnet sich durch überwiegend natürliche Laubwälder und bewirtschaftete Nadelwald-Forste, wilde Täler, raue Berghöhen, zahlreiche Seen und Flüsse aus. Das Gelände streift die Council Areas Perth and Kinross, Stirling, West Dunbartonshire sowie Argyll and Bute.
22 Seen sind Teil des Parks, neben den schon genannten auch Loch Katrine, Loch Tay, Loch Rannoch sowie zahlreiche kleinere Seen. Im Nationalpark befinden sich 21 Munros (Bezeichnung für Gipfel über 3000 ft [914,4 m]), der höchste davon ist der Ben More mit 1174 m; 19 Corbetts (Bezeichnung für Berge über 2500 ft [762 m]), zahlreiche Grahams (Bezeichnung für Berge über 2000 ft [609,6 m]) sowie etwa 50 Flüsse oder größere Bäche.
Im Areal sind zwei „Forest Parks“ eingebettet, der Queen Elizabeth Forest Park und der Argyll Forest Park. Im Nationalpark leben etwa 15.600 Menschen (Stand 2001).

## Loch Lomond
Loch Lomond ist mit 71 km² der größte See Schottlands. Er besitzt, je nach Wasserstand, 30 bis 60 Inseln verschiedenster Größe, die größte ist Inchmurrin mit einer Länge von etwa 2,4 km.
Am mittleren östlichen Ufer ragt der Ben Lomond mit einer Höhe von 974 m empor. Der Ben Lomond ist der südlichste und einer der meistbestiegenen Munros von Schottland. Die untere östliche Küste wird landschaftlich dominiert von einem ausgedehnten Wald- und Forstgebiet. Beginnend von Balmaha am Ostufer führt die Wanderroute des West Highland Way den See entlang. Noch weiter östlich beginnen bereits die Ausläufer des Queen Elizabeth Forest Park.
Längs des gesamten Westufers führt die A82 von Balloch an der Südspitze nach Ardlui im Norden. Der See liegt eingebettet in die südlichen Ausläufer der Highlands. Die südliche Seehälfte dominieren der Doune Hill (734 m), Beinn Eich (763 m), der Beinn Chaorach (713 m) und der Beinn Ruisg (593 m) die Landschaft. Die nördliche Hälfte ab Tarbet gliedert sich geografisch bereits in die Berglandschaft der Arrochar Alps ein.

## Argyll Forest
Der hügelige Argyll Forest umfasst den westlichen Teil des Nationalparks und wurde 1935 im Rahmen eines gewaltigen Aufforstungsprogrammes geschaffen. Dazu gehören die Waldgebiete des Glenbranter Forest sowie des Kilmun Forest und die Ortschaften Ardentinny, Glenfinnart, Benmore, Arrochar und Talbet. Die beiden letztgenannten haben eigene Bahnstationen, und sind deshalb beliebter Ausgangspunkt für Wandertouristen.
Entlang des Argyll Forest breitet die Passage Glen Croe ihren Weg durch das hügelige Gelände. Bei Durchfahrt auf der A 83 über den 250 m hohen Pass Rest and Be Thankful, („Bleib und sei dankbar“) wird man mit einem fulminanten Ausblick auf den Beinn Ìme belohnt.
Bereits außerhalb der westlichen Grenze des Argyll Forest am Loch Fyne liegt Inveraray, mit dem Inveraray Castle und der Inveraray Bridge.

### Arrochar Alps
Südlich und östlich des Argyll Forest befinden sich die Arrochar Alps. Sie bezeichnen eine Gruppe von Munros, Corbetts und Grahams, die sich um den Loch Long und den Loch Goil, in der Nähe der Ortschaften Arrochar und Lochgoilhead reihen.
Dazu zählen unter anderem die Munros Beinn Ìme (1011 m), Beinn Bhuidhe (948 m), der Ben Narnain (926 m) und Ben Vane (916 m). Der bekannteste Berg der Arrochar Alps ist der Ben Arthur (884 m). Der auch als The Cobbler bezeichnete Berg ist zwar kein Munro und lediglich als Corbett eingestuft, aufgrund seines bergsteigerisch vergleichsweise anspruchsvollen felsigen Gipfelaufbaus jedoch ein beliebtes Ziel für Bergsteiger.

## Trossachs
Die dichten, ursprünglichen Wälder mit dem Loch Katrine und den vielen kleinen Seen sowie dem Ben A’an (461 m) und dem Ben Venue (729 m) werden als die Trossachs bezeichnet.
Die Trossachs befinden sich im östlichen Teil des Nationalparks. Im Süden und Osten der Trossachs thront der weitläufige Queen Elizabeth Forest Park. Dieses Parkgebiet umschließt den Strathyre Forest, den Achray Forest und den Loch Ard Forest.
Nördlich des Forest Park schließt sich Loch Katrine an, an seinem Südzipfel, dem Trossach Pier, befindet sich ein touristisch wohlerschlossener Parkplatz. Ein kleiner Dampfer, die Sir Walter Scott, läuft mehrmals täglich von hier die Ortschaft Stronachlachar am nordwestlichen Ufer an.
Die östliche Grenze ist der Lake of Menteith. In der Nähe liegt Callander mit seinen dramatischen Wasserfällen, den Bracklin Falls und den Falls of Leny. Südlich liegt der Ort Aberfoyle.
Zu den größeren Seen der Trossachs zählen ferner Loch Achray, Loch Ard, Loch Chon, Loch Venachar und Loch Drunkie.

## Breadalbane

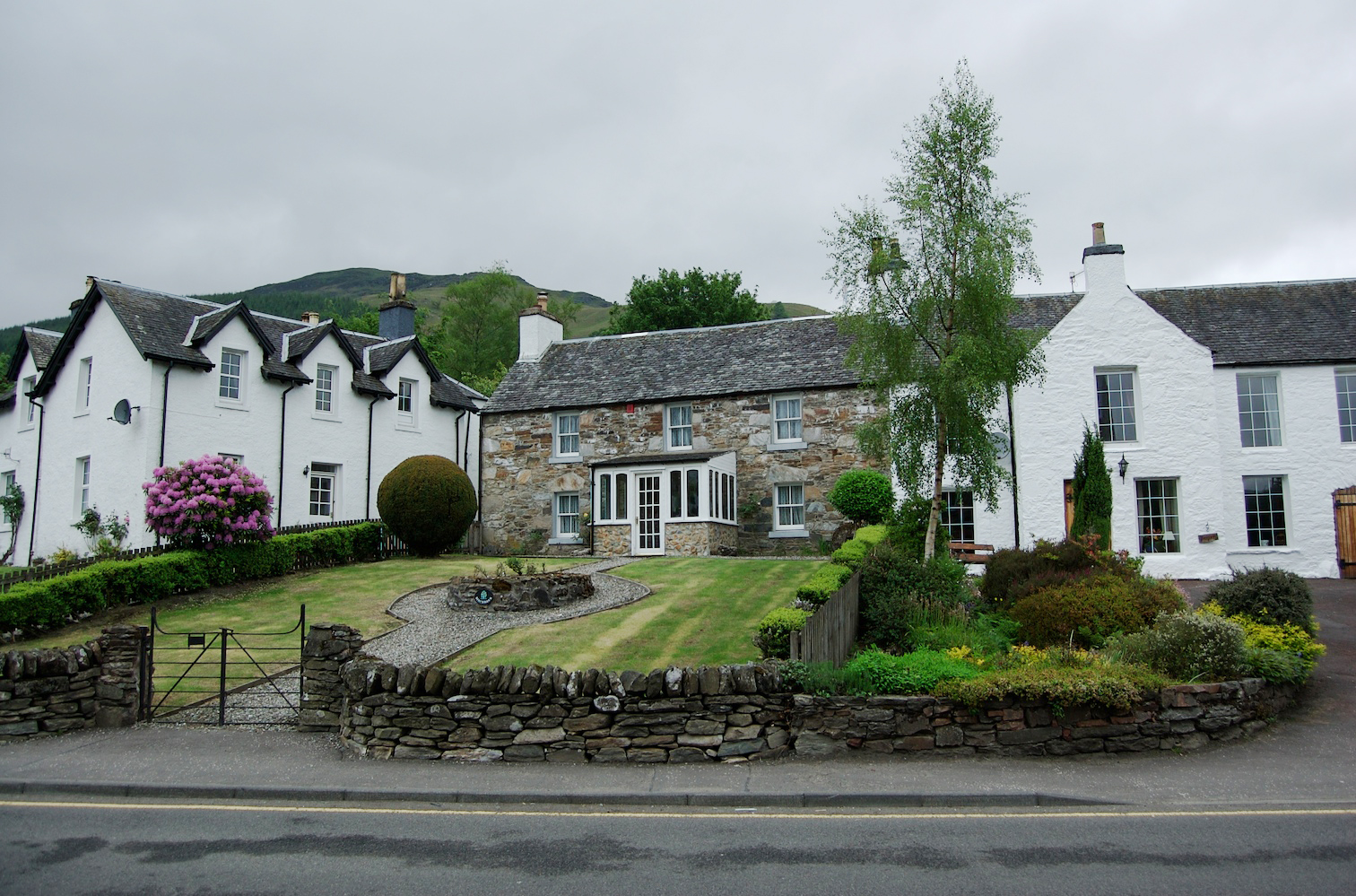
Killin, Ansicht von der Main Street A 827 aus

Breadalbane bildet das nördliche Gebiet des Nationalparks und ist gleichzeitig Teil der südlich-zentralen Highlands. Breadalbane umfasst unter anderem die wilden, rauen Giganten Ben Vorlich (943 m), Ben Challum (1025 m), Ben Lui (1130 m), und den höchsten Berg des Nationalparks, den Ben More (1174 m). Diese werden im Norden eingegrenzt von den Ortschaften Killin mit seinen Falls of Dochart, im Osten von Lochearnhead und im Westen von Crianlarich. Das Waldgebiet des östlich liegenden Strathyre ist bereits Teil des Elizabeth Forest Park.
In der Breadalbane liegen auch die Seen Loch Doin und Loch Voil, am Ostufer des letzteren liegt der Ort Balquhidder. In den Tälern gehören zu den erwähnenswerten Gewässern ferner Loch Earn, Loch Dochart und Loch Lubhair.
Die weitläufigen Wanderrouten des West Highland Way und der National Cycle Route 7 führen durch dieses Gebiet.

## Tourismus
Der Nationalpark mit seinen grandiosen Berg-, See- und Waldlandschaften bietet eine ausgezeichnete Infrastruktur zum Wandern, Bergsteigen, Mountainbiken, Reiten, Golfen, Schwimmen, Kanufahrten etc. Förderlich ist zusätzlich die Lage des Parks nördlich des Großraums Glasgow. Der Loch Lomond and the Trossachs National Park ist ein gewichtiger Faktor für den Tourismus in Schottland, da die Mehrheit der Touristen die landschaftliche Schönheit als Hauptgrund für ihren Besuch angibt.

## Verwaltung des Nationalparks
Sämtliche Agenden rund um Verwaltung, naturwissenschaftliche und Forstangelegenheiten, Erhaltungs- und Verschönerungsmaßnahmen, Naturschutz und Schutz des kulturellen Erbes im Nationalpark, sowie Informationsbereitstellungen und Aufklärungsarbeit zum Naturschutz liegen bei der Loch Lomond & The Trossachs National Park Authority mit Sitz in Balloch. Die Organisation ist zur Erstellung und Einhaltung eines jährlichen Maßnahmenkataloges verpflichtet, der vom zuständigen schottischen Minister genehmigt wird. Das Budget der Organisation setzt sich aus privaten Spenden und Steuergeldern zusammen.
25 Vorstandsmitglieder beaufsichtigen die Nationalpark-Agenden, davon sind fünf von der kommunalen Verwaltung und 20 Mitglieder von der schottischen Regierung entsandt.